# Denethor I
Denethor I es un personaje ficticio que forma parte del legendarium creado por el escritor británico J. R. R. Tolkien y cuya historia es narrada en los apéndices de la novela El Señor de los Anillos. Fue el décimo Senescal Regente del reino de Gondor, un hombre, nacido en el año 2375 de la Tercera Edad del Sol. Hijo de Rían, hermana menor del senescal Dior, quien no tuvo hijos. Sucedió a su tío en el año 2435 T. E. Su nombre es sindarin y puede traducirse como «vista de águila». 
Durante gran parte de su gobierno reinó la paz en Gondor, dada la Paz Vigilante lograda por el Concilio Blanco; pero en los últimos años, la raza de orcos uruk-hai salió de Minas Morgul y tomó y destruyó Osgiliath, desmoronando los puentes que la unían con Anórien.
Denethor I enviaría más tarde a su único hijo varón, Boromir, a combatirlos, obteniendo éste una gran victoria, pero recibiendo una herida con un puñal de Morgul que le debilitaría poco a poco en los siguientes años. El senescal Denethor I falleció en 2477 T. E.